# Der Monddiamant

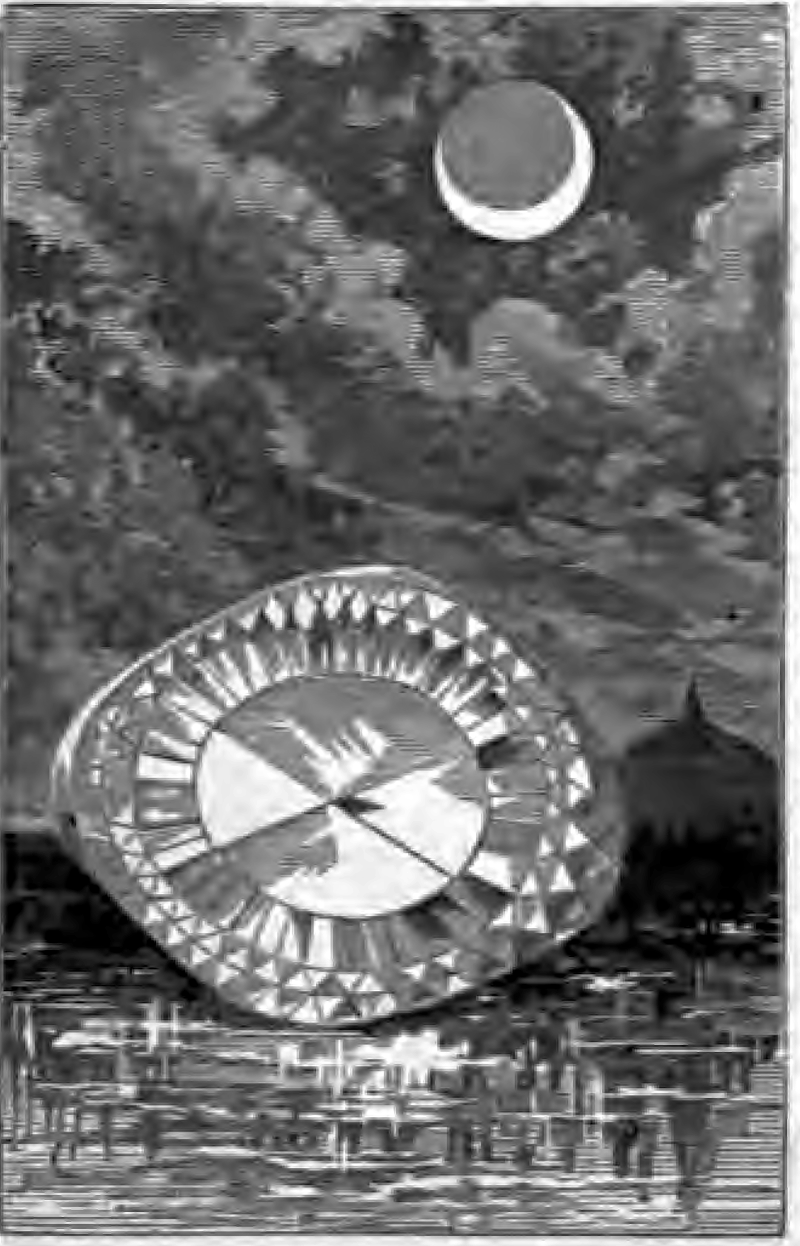
Der Monddiamant: Illustration von 1874

Der Monddiamant, in der autorisierten deutschen Übersetzung Der Mondstein (Originaltitel: The Moonstone) ist ein Roman von Wilkie Collins. Er erschien 1868 und gilt als wegweisendes Werk für die Kriminalliteratur. Der Tagebuch- und Briefroman erzählt die komplexe Geschichte um den Diebstahl und das Wiederauffinden eines indischen Diamanten im England der Kolonialzeit und setzt sich dabei kritisch mit sozialen und politischen Fragen auseinander.

## Handlung
Ausgangspunkt der Handlung ist die Belagerung von Seringapatam im Jahr 1799. Der britische Colonel Herncastle stiehlt während der Plünderung der Stadt einen sagenumwobenen Edelstein, den sogenannten „Mondstein“, einen gelben Diamanten, aus einem Tempel und nimmt ihn mit nach Hause. Drei indische Priester verfolgen ihn nach England, um den Stein, der für sie große spirituelle Bedeutung hat, zurückzugewinnen. Herncastle verfügt in seinem Testament, dass seine Nichte Rachel Verinder den Stein an ihrem 18. Geburtstag erben soll.
Die Haupthandlung erstreckt sich über die Jahre 1848 und 1849. Rachel Verinder trägt den Diamanten zu ihrer Geburtstagsfeier auf ihrem Landsitz in Yorkshire. Ohne Einladung erscheinen drei indische Gaukler zu der Feier. Der weitgereiste Mr. Murthwaite, der mit den Kulturen Indiens vertraut ist, erkennt die drei Männer als Brahmanen, die sich als Angehörige einer niederen Kaste tarnen – da dies in der indischen Gesellschaft ein großes Opfer sei, müssten die drei Männer ein wichtiges Anliegen verfolgen.
In der Nacht wird der Monddiamant aus Rachels Schlafzimmer entwendet. Da das Haus abgeriegelt war, kommen nur die Gäste der Geburtstagsfeier als Verdächtige in Frage. Als erste werden die drei Inder verdächtigt; sie haben allerdings ein Alibi. Als Nächstes fällt der Verdacht auf die Hausangestellte Rosanna Spearman, die in den Tagen vor der Geburtstagsfeier nervös und unglücklich wirkte und kurz nach dem Diebstahl Selbstmord begeht. Die lokale Polizei kommt mit ihren Ermittlungen nicht weit. Daher wird der berühmte Detektiv Sergeant Cuff aus London herbeigerufen. Er stellt eigene Ermittlungen an und kommt zu dem Schluss, dass der Diamant gar nicht gestohlen wurde: Er verdächtigt Rachel, den Stein selbst versteckt zu haben. Dafür spricht, dass Rachel absichtlich die Ermittlungen erschwert und dass sie Franklin Blake, der Sergeant Cuff unterstützt, mit plötzlicher Ablehnung begegnet. Sergeant Cuff kann ihr den Betrug jedoch nicht nachweisen und gibt den Fall auf.
Etwa ein Jahr später lebt Rachel Verinder in London. Dort verbreitet sich das Gerücht, dass der Monddiamant sich in der Stadt befinde und in einem Leihhaus untergebracht worden sei. Unbekannte verüben einen Anschlag auf Rachels Cousin Godfrey Ablewhite. Er war Gast der Geburtstagsfeier und wird deshalb ebenfalls des Diebstahls verdächtigt, bis Rachel erklärt, sich seiner Unschuld sicher zu sein. Der Verdacht für den Überfall fällt erneut auf die indischen Gaukler, die ebenfalls in London gesehen wurden.
Als Franklin Blake von einer Reise ins Ausland zurückkommt, erhält er einen Abschiedsbrief der Hausangestellten Rosanna Spearman. Er entdeckt, dass sie sich aus unerwiderter Liebe zu ihm das Leben nahm und dass sie ihn für den Dieb des Diamanten hält, da er nachweislich in der Nacht in Rachels Zimmer war. Das Beweisstück, Franklin Blakes Nachtgewand, versteckt sie, um ihn zu schützen. Franklin Blake hält dies für ein Missverständnis und arrangiert ein Treffen mit Rachel, um herauszufinden, wie es zu diesem Verdacht kommen konnte und warum Rachel ihn seit dem Diebstahl meidet. Dabei erfährt er, dass Rachel ihn ebenfalls für den Dieb hält: Sie habe selbst gesehen, wie er in der Nacht in ihr Zimmer kam und den Diamanten mitnahm. Wie zuvor Rosanna Spearman spricht Rachel aus Liebe zu Franklin Blake mit niemandem über ihre Beobachtung und nimmt dafür in Kauf, selbst verdächtigt zu werden. Franklin Blake, der sich an die Tat nicht erinnern kann, möchte seine Unschuld beweisen und nimmt selbst die Ermittlungen wieder auf. Er reist zurück nach Yorkshire. Dort schließt er Freundschaft mit dem Arzt Ezra Jennings, einem Angestellten des Landarztes Dr. Candy. Gemeinsam finden sie heraus, dass Dr. Candy, mit dem sich Franklin Blake auf der Geburtstagsfeier gestritten hatte, diesem am Abend des Diebstahls eine Opiumtinktur verabreichte, um ihm einen Streich zu spielen. Ezra Jennings vermutet, dass Franklin Blakes Sorge um Rachel in Kombination mit dem Einfluss des Opiums ihn dazu veranlasste, den Diamanten aus Rachels Zimmer zu nehmen, um den Stein und Rachel in Sicherheit zu wissen. Für eine Nachstellung der Szene unter gleichen Bedingungen und vor Zeugen werden Mr. Bruff, der Rechtsanwalt der Familie Verinder, und Rachel in den Landsitz bestellt. Auch Sergeant Cuff kehrt dazu aus dem Ruhestand zurück. Das Experiment bestätigt Ezra Jennings These: Franklin Blake nahm den Diamanten aus Rachels Zimmer. Rätselhaft ist nach wie vor der Verbleib des Edelsteins. Die Gruppe reist zurück nach London und wartet ab, bis die Frist, für die der Diamant im Leihhaus verwahrt ist, abläuft. Tatsächlich wird der Diamant am ersten möglichen Tag von einem unbekannten Mann abgeholt. Sie folgen seiner Spur und finden ihn schließlich ermordet in einem Hotelzimmer. Der Ermordete stellt sich als Godfrey Ablewhite heraus. Er war verschuldet und suchte verzweifelt nach einer Möglichkeit, an Geld zu kommen. Als Franklin Blake unter dem Einfluss von Opium den Diamanten an sich genommen hatte, hatte er ihn Godfrey Ablewhite anvertraut, damit der den Stein in Sicherheit bringe. Godfrey Ablewhite ergriff seine Chance und behielt den Stein, als er merkte, dass Franklin Blake sich nicht mehr an das Zusammentreffen erinnerte. Franklin Blakes Unschuld ist damit nachgewiesen, und er und Rachel können heiraten.
Der Epilog berichtet von der Heimreise der drei Inder, die den Edelstein wieder an sich genommen haben. Sergeant Cuff lässt sie verfolgen, verliert aber ihre Spur. Ein Jahr später erhält er einen Brief von Mr. Murthwaite, der wieder in Indien auf Reisen ist und dort eine Zeremonie beobachtet hat, mit der der Monddiamant wieder an seinen Platz im Tempel zurückgebracht wurde.

## Erzählweise
Der Roman ist in zwei Teile geteilt: Der erste berichtet vom Verlust des Diamanten, der zweite von der Aufklärung des Diebstahls. Der Epilog erzählt von der Rückführung des Monddiamanten nach Indien.
Wilkie Collins erzählte die Geschichte um den Monddiamanten in Form von Tagebucheinträgen und Briefen aus der Sicht wechselnder Figuren, jede mit ihrer individuellen Erzählweise. Im ersten Teil berichtet Gabriel Betteredge, der dienstälteste Hausangestellte der Familie Verinder. Er hilft Sergeant Cuff bei seinen Ermittlungen und ist hin- und hergerissen zwischen detektivischer Neugier und seiner unerschütterlichen Treue zur Familie Verinder, die er nicht in ein schlechtes Licht rücken möchte. Der zweite Teil des Buches wird von wechselnden Personen erzählt: Als erstes berichtet Rachels Cousine Miss Clack in Briefen an Franklin Blake von ihren Beobachtungen aus London. Als eifrige Missionarin versucht sie, Rachel und ihre Mutter zu besseren Christinnen zu bekehren. Obwohl sie an der Geschichte des Monddiamanten kein Interesse hat, macht sie durch ihre Einmischung in das Privatleben ihrer Verwandten einige zufällige Entdeckungen. Nach ihr übernimmt der Rechtsanwalt Mr. Bruff die Erzählung. Als Franklin Blake die Ermittlungen übernimmt, hält er seine Erlebnisse selbst fest, teilweise ergänzt durch die Tagebucheinträge von Ezra Jennings. Nach seiner Rückkehr aus dem Ruhestand übernimmt Sergeant Cuff die Niederschrift der Ereignisse, ergänzt durch einen Brief des Arztes Mr. Candy. Gabriel Betteredge schließt die Geschichte der Familie Verinder ab. Der Epilog berichtet aus Sicht eines Angestellten von Sergeant Cuff und eines Schiffskapitäns von der Flucht der drei Inder. Den Abschluss bildet der Reisende Mr. Murthwaite, der ein Jahr später die Rückführung des Diamanten beobachtet.

## Publikationsgeschichte

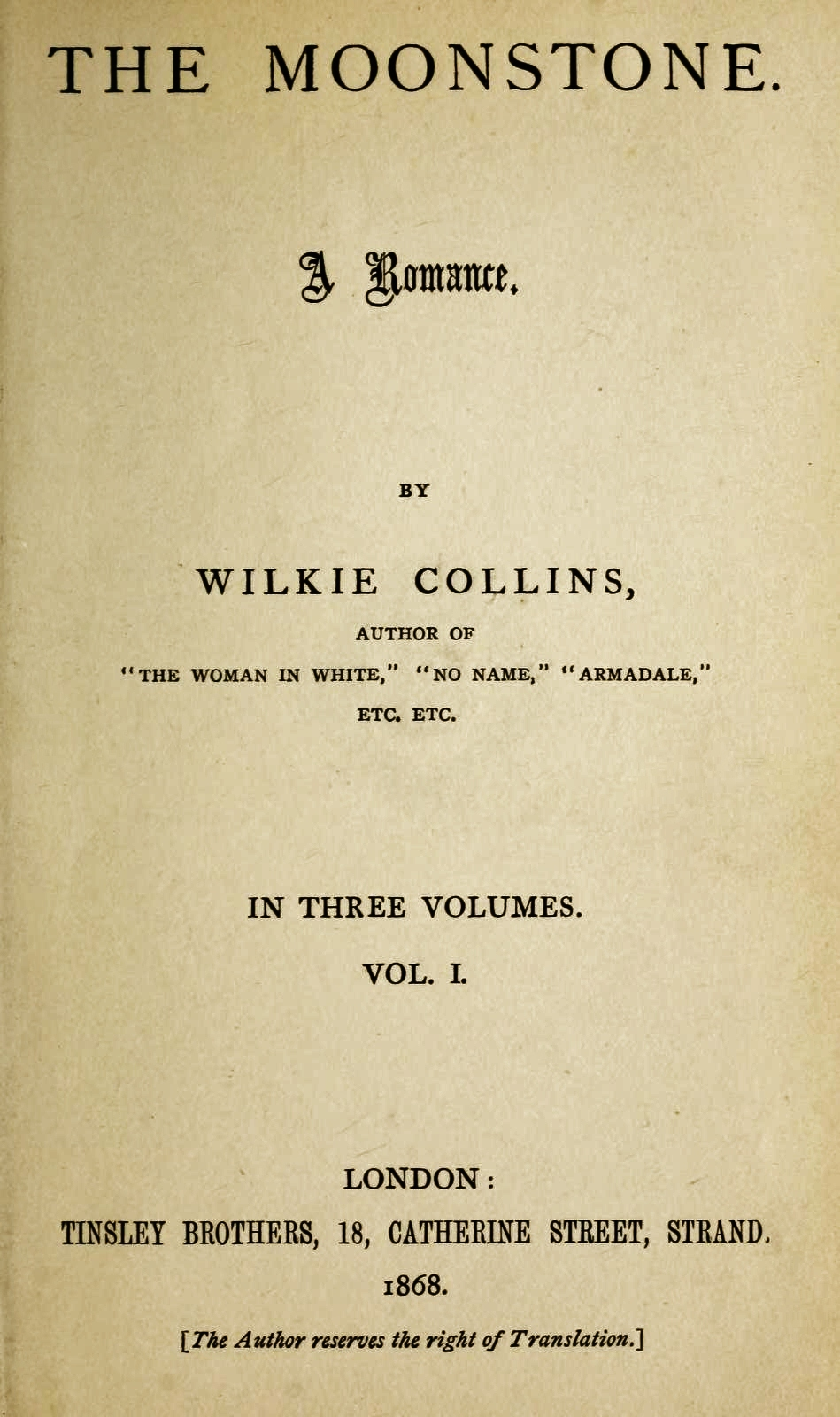
Titel der ersten Buchausgabe

The Moonstone erschien zuerst als Fortsetzungsroman in der von Charles Dickens herausgegebenen Wochenzeitschrift All the Year Round. Die Geschichte war von Anfang an so beliebt, dass Leser beim Erscheinen jeder neuen Ausgabe der Zeitschrift Schlange standen und Wetten über den Verbleib des Monddiamanten abschlossen. Noch während Collins an der Geschichte arbeitete, wurde sie von einer 26-teiligen zu einer 32-teiligen Serie verlängert – dies wird der Grund dafür sein, dass sich die Ereignisse im Mittelteil wesentlich langsamer entwickeln als im ersten Teil. Der Mondstein erschien bald darauf (1868) auch in Buchform.
Wilkie Collins verarbeitete seinen Roman zu einem Theaterstück, das 1877 uraufgeführt wurde. Collins hatte die Geschichte geändert, sodass die indischen Priester darin keine Rolle mehr spielten, ebenso wenig Rosanna Spearman und Ezra Jennings. Dadurch wurde die Handlung gestrafft, verlor aber ihre wesentlichen symbolischen Elemente und war weniger erfolgreich als der Roman.
In autorisierter deutscher Übersetzung des Dickens-Übersetzers Emil Lehmann (* 1823, † 1887) erschien Der Mondstein bereits 1869 und wird unter dem Originaltitel bis heute aufgelegt. Ein neuer deutscher Titel Der Monddiamant tauchte nach Ablauf der Urheberrechte im Jahre 1949 auf, als der Berliner Hera-Verlag eine Ausgabe in „freier Bearbeitung“ des erfolgreichen Stoffes durch Siegfried H. Engel herausbrachte und einen Untertitel, „Die Geschichte eines indischen Edelsteins“ dazu erfand. Später erschienen unter beiden Titeln noch zahlreiche weitere Bearbeitungen und Übersetzungen des Stoffes, unter anderem von Marie-Luise Hellmann und Gerhard Heller, Inge Lindt und Gisela Geisler. Von der englischen Originalfassung existieren zahlreiche Hörbuchfassungen, unter anderem gelesen von Peter Jeffrey, Ronald Pickup und Patrick Tull.

## Themen und gesellschaftlicher Hintergrund
Der Mondstein ist im Kontext der Beziehungen des British Empire zu seiner Kronkolonie Britisch-Indien zu verstehen und offenbart Collins’ kolonialismuskritische Haltung. Nach dem Indischen Aufstand von 1857 wurde die Bevölkerung Indiens in den britischen Medien zunehmend als Bedrohung dargestellt. Auch die Charaktere des Romans sehen die drei Inder als Eindringlinge und gefährliche Gegenspieler. Die Geschichte ist aber durch ihren Prolog in ihren historischen Kontext eingebettet und stellt klar, dass die britischen Invasoren die Kette von Verbrechen erst ausgelöst haben. Die Inder sind als Opfer der britischen Ausbeutung ihres Landes dargestellt und erscheinen in einem positiveren Licht als in der zeitgenössischen europäischen Literatur üblich. Obwohl sie am Ende zu drastischen Mitteln greifen und ihrerseits ein Verbrechen begehen, lässt Collins im Epilog keinen Zweifel an der Rechtmäßigkeit der Rückführung des Diamanten nach Indien. Das letzte Wort hat Mr. Murthwaite, der unter den britischen Figuren diejenige mit dem größten Verständnis und Respekt gegenüber der indischen Kultur ist. Im Kontrast zu den sich gegen das ihnen angetane Unrecht auflehnenden Indern steht der wohlhabende und angesehene Godfrey Ablewhite, der sich als bloßer Verbrecher mit niederen Motiven herausstellt. Eine Parallele zu dem Verhältnis der Kolonie zur Kolonialmacht wird in Rachel Verinder gesehen, die sich ihre Unabhängigkeit von Männern bewahren möchte und von dem Mann, der sie auf fehlgeleitete Weise beschützen möchte, am meisten geschädigt wird. Die Schilderungen von Rachel als unabhängiger junger Frau, die der Ehe kritisch gegenübersteht, und Rosanna Spearman, die als Frau der unteren Gesellschaftsschicht keine Entfaltungsmöglichkeiten hat, sind ebenfalls Ausdruck von Collins’ herrschaftskritischer Grundhaltung. Dorothy L. Sayers, die 1944 ein Vorwort für das Buch schrieb, bezeichnete es als wahrhaft feministisch in seinem Umgang mit Frauengestalten.
Collins verdreht in seinem Roman gängige soziale Rollen: Der vermeintliche Philanthrop Godfrey Ablewhite ist der Dieb. Die Missachtung niederer Angestellter stellt sich als Fehler heraus, den Franklin Blake bereuen muss. Die von allen missverstandene Rosanna Spearman kommt der Lösung des Kriminalfalls näher als der Experte Sergeant Cuff. Die wesentlichen Informationen stammen aus zunehmend unwahrscheinlichen Quellen: Die zuständige Polizei findet so gut wie nichts heraus, der Kriminalexperte verdächtigt die falschen Personen, und Franklin Blake steht sich bei seinen Ermittlungen selbst im Weg. Stattdessen werden die entscheidenden Elemente des Tathergangs von Rosanna Spearman, dem Außenseiter Ezra Jennings und zuletzt einem Londoner Jungen aufgedeckt. Die Figur Ezra Jennings forderte die Vorurteile der Zeit am stärksten heraus: Jennings, dessen Mutter aus einer Kolonie stammt, wird aufgrund seines als fremdartig wahrgenommenen Aussehens und seiner verschlossenen Art mit Misstrauen behandelt, er ist aber ein Gentleman und ein Held. Damit ist er das Gegenbild zu Godfrey Ablewhite. Ezra Jennings ist dank seines methodischen Vorgehens am erfolgreichsten in seinen Ermittlungen. Erst indem die Figuren ihre unterschiedlichen Erfahrungen zusammenführen, kommen sie zu einem Ergebnis, das der in seiner Perspektive beschränkte Sergeant Cuff allein nicht erreichen konnte.
Collins’ sozialistische Haltung bringt Rosanna Spearmans Freundin Lucy zum Ausdruck, indem sie eine Revolution der Armen gegen die Reichen fordert. Im Zentrum der Verbrechen stehen im Roman immer Angehörige der Oberschicht, während die Armen und Ausgestoßenen zu Unrecht verdächtigt werden und sich als rechtschaffen erweisen.
Ungewöhnlich war an diesem Roman auch die offene und mitfühlende Darstellung einer Drogenabhängigkeit: Ezra Jennings, der an einer tödlichen Krankheit leidet, nimmt Opium als Schmerzmittel und leidet unter den Effekten der immer größeren Dosen, die er einnimmt. Collins selbst war um diese Zeit abhängig von Opium. Im Vorwort seiner Ausgabe von 1871 berichtete er – möglicherweise übertrieben – von seinen Halluzinationen unter dem Einfluss dieser Droge. Ezra Jennings wird oft als Collins’ Alter Ego angesehen.
In seine Forschungen bezieht Ezra Jennings Ergebnisse der zeitgenössischen Wissenschaft ein, die großes Interesse an unterbewusstem Handeln, Schlafwandeln und Hypnose hatte. Er zitiert mehrere reale Wissenschaftler, darunter John Elliotson, mit dem Collins befreundet war. Auch Sergeant Cuff hat ein reales Vorbild, einen Ermittler namens Inspector Jonathan Whicher.